# Francesco Martino
|  | No s'ha de confondre amb Francesco De Martino. |

Francesco Martino (Messina, 24 de maig de 1937 - 3 d'octubre de 2017) va ser un polític sicilià, nebot del ministre d'afers exteriors italià Gaetano Martino. Treballà com a professor a la Universitat de Messina i fou regidor de l'ajuntament de Messina pel Partit Liberal Italià, partit amb el qual també fou elegit diputat a l'Assemblea Regional Siciliana a les eleccions regionals de Sicília de 1976, 1981, 1986 i 1991. Fou assessor regional de territori el 1981-1982, d'indústria el 1984-1985 i el 1986-1987, i president regional el 1993-1995.
No es va presentar a les eleccions regionals de 1996, i després d'una curta experiència al Comitè de les Regions a Brussel·les es va retirar de la política.